# Месје 16
Месје 16 (М16) је расејано звездано јато у сазвежђу Змија које се налази у Месјеовом каталогу објеката дубоког неба.
Деклинација објекта је - 13° 47' 54" а ректасцензија 18h 18m 45,0s. Привидна величина (магнитуда) објекта М16 износи 6,0. М16 је још познат и под ознакама NGC 6611, OCL 54, LBN 67, и као маглина Орао (енгл. Eagle nebula).